# Служебный автомобиль президента США

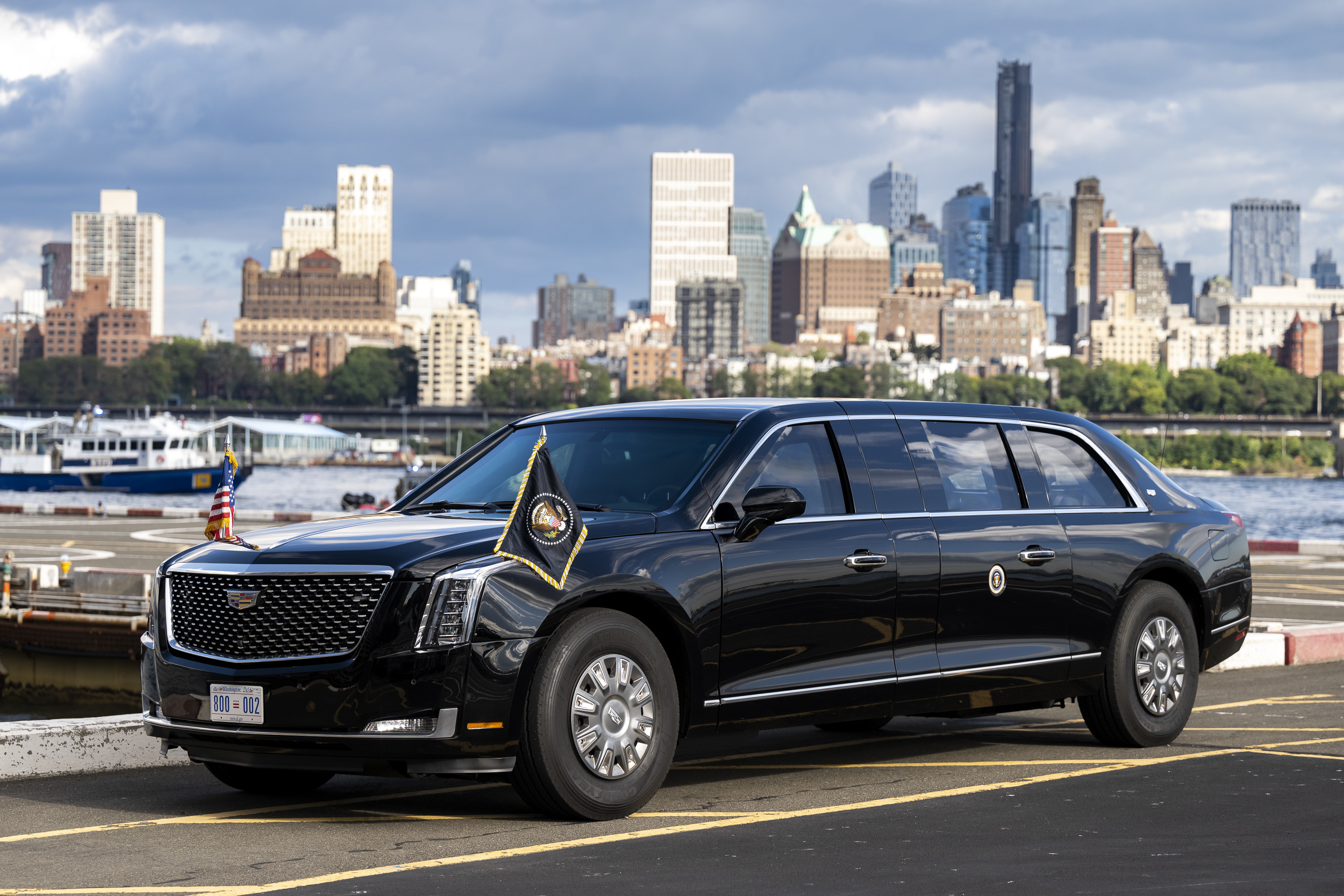
Президентский лимузин, эксплуатируемый в настоящее время 47-м президентом США Дональд Трампом.

Служебный автомобиль президента Соединённых Штатов Америки (прозванный «Зверь» («англ. The Beast»), «Cadillac One», «Limousine One», «First Car»; кодовое имя «Дилижанс» («англ. Stagecoach»)) является официальным государственным автомобилем главы государства.
Текущей моделью президентского автомобиля является уникальный Cadillac, созданный на платформе среднетоннажного грузовика. Используемый в настоящее время президентский автомобиль официально начал эксплуатироваться с момента инаугурации Барака Обамы 20 января 2009 года, когда на нём вступивший в должность президент США проехал примерно 3,2 километра от места принесения президентской присяги в Белом доме на Пенсильвания-авеню до места проведения парада по случаю инаугурации.

## Фотогалерея

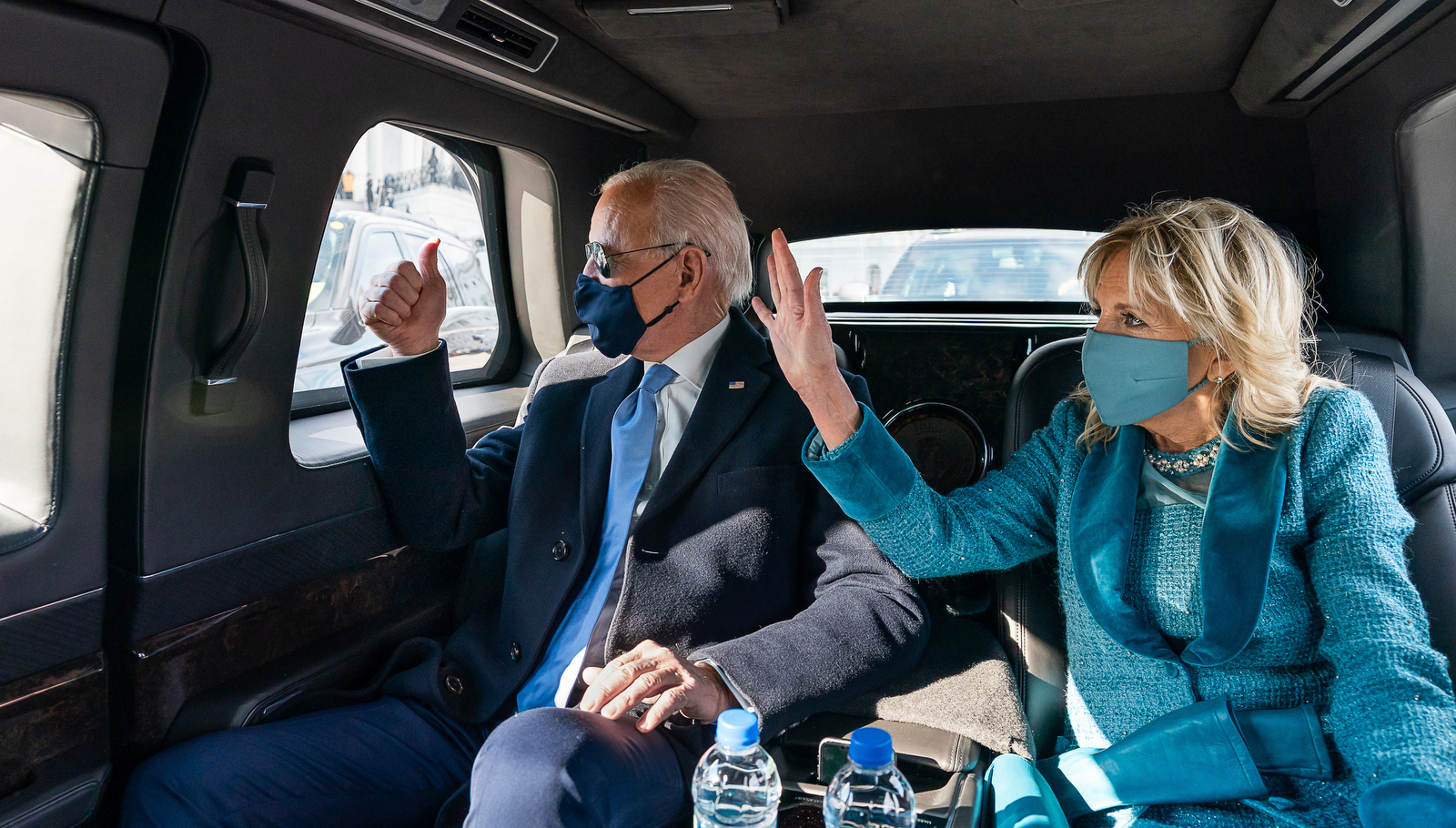
Джо и Джилл Байден после инаугурации президента
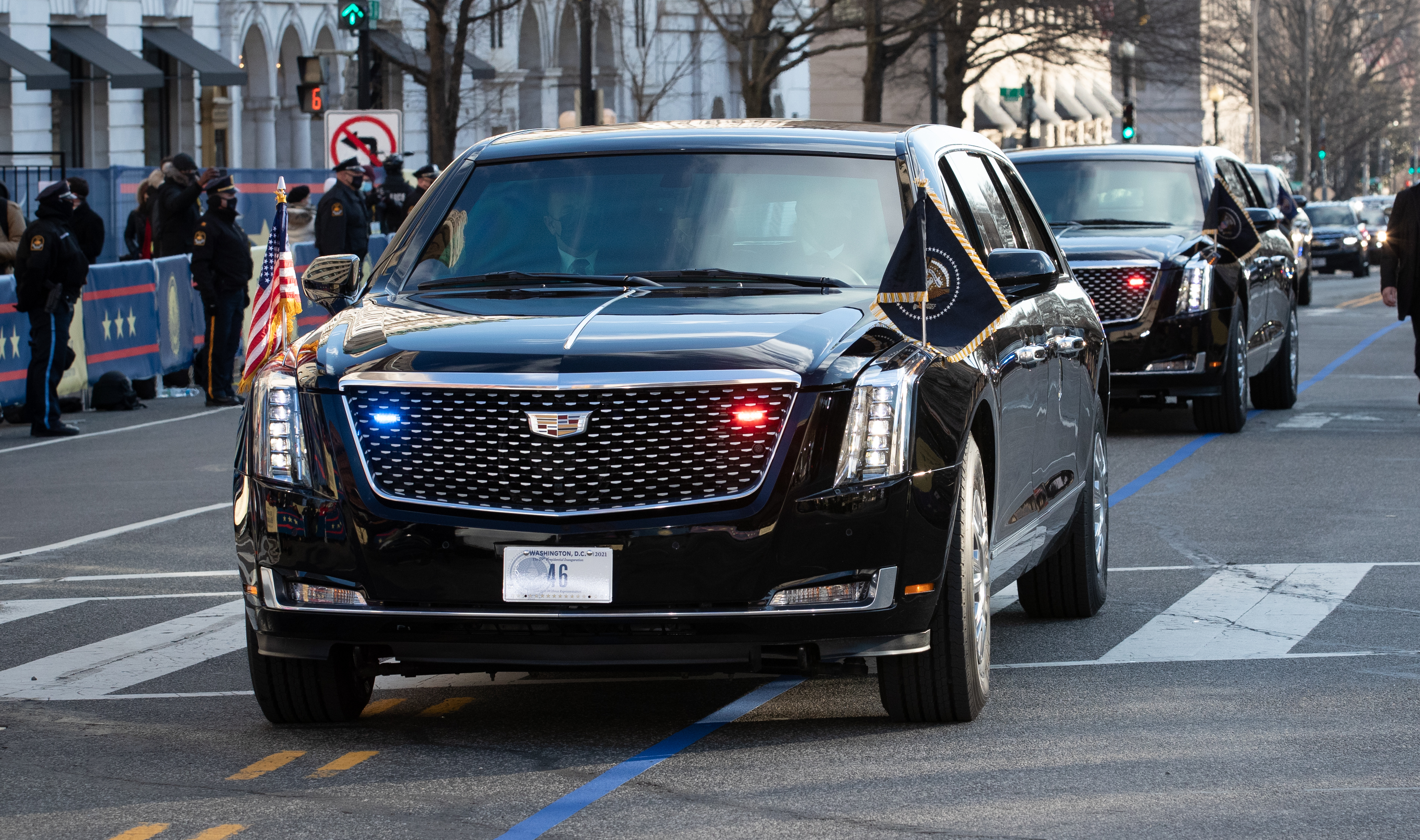
Автомобиль президента США 2018 — настоящее время
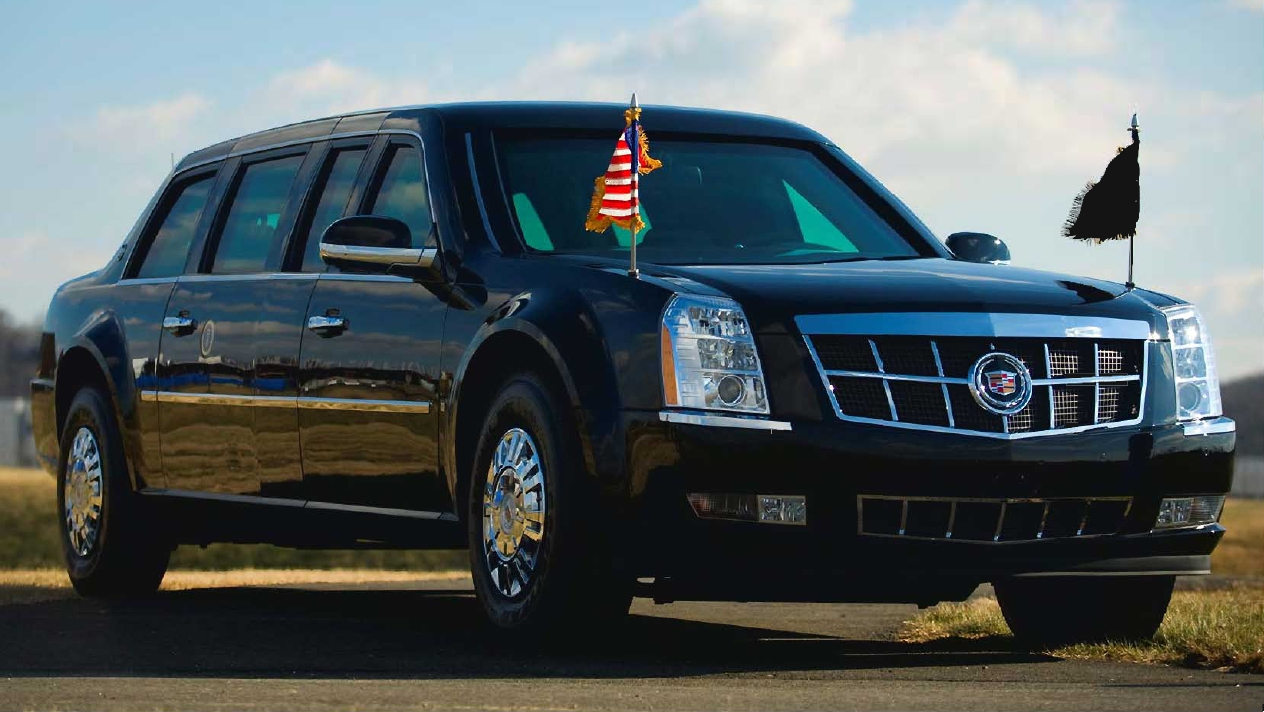
Автомобиль президента США 2009-2018
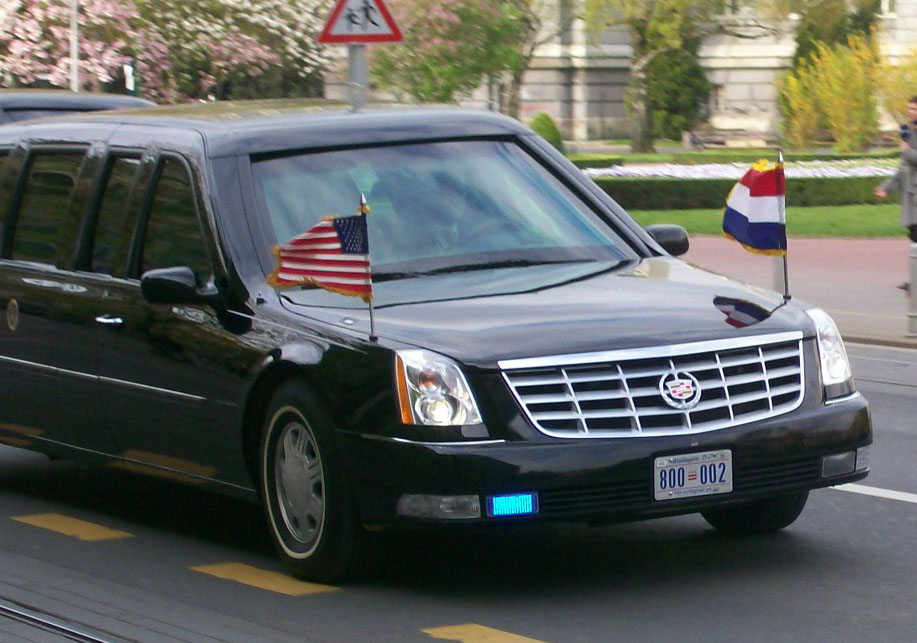
Автомобиль президента США 2001-2009